# 6 Horas Peruanas
Las 6 Horas Peruanas es una carrera de autos de circuito de larga duración realizada anualmente en Perú. Es considerada la carrera de circuito más importante del país y una de las fechas más importantes del automovilismo peruano en general.
La primera edición se realizó el 24 de mayo de 1964 en un circuito callejero en la zona conocida como Campo de Marte en Lima. En esa ocasión la carrera fue ganada por el equipo conformado por Percy Fox y Kike Perez a bordo de un Volvo P1800. Desde entonces la carrera se ha realizado casi todos los años en diferentes sedes, entre circuitos callejeros, el circuito de Santa Rosa, el Autódromo de Tacna, y más recientemente, el Autódromo La Chutana, donde se han realizado todas las ediciones desde el año 2010.

## Ganadores
| Año  | Sede                            | Ganadores                                                                                  | Auto                           |
| ---- | ------------------------------- | ------------------------------------------------------------------------------------------ | ------------------------------ |
| 1964 | Campo de Marte                  | Percy Fox - Kike Pérez                                                                     | Volvo P1800                    |
| 1965 | Campo de Marte                  | Eduardo Dibós Ch. - Emilio Fort                                                            | Ferrari 250 SWB Berlinetta     |
| 1966 | Campo de Marte                  | Leopoldo Barboza - Ricardo Dewitz                                                          | Porsche 904                    |
| 1967 | Campo de Marte                  | Armando Capriles - Alfredo Asencio                                                         | Porsche                        |
| 1968 | Campo de Marte                  | Fausto Merello - Guillermo Ortega                                                          | Chevrolet Camaro               |
| 1971 | Collique                        | Francisco Schettini - Kike Pérez                                                           | Lotus Elan                     |
| 1973 | Agua Dulce                      | Miguel Navarro - Udarico Ossio                                                             | Ford Escort                    |
| 1976 | Santa Rosa                      | Eduardo Malachowski - Denis Gonzáles                                                       | Toyota Corona                  |
| 1977 | Campo de Marte                  | Pedro De las Casas - Luis De las Casas                                                     | Ford Escort                    |
| 1978 | Pasamayo                        | Alfredo Bergna - Coco Corbetto                                                             | Datsun                         |
| 1979 | Campo de Marte                  | Julio César De las Casas - Luis F. De las Casas                                            | Ford Escort                    |
| 1980 | Santa Rosa                      | Ricardo Bentín - Gaspare Dalla Francesca                                                   | Mazda RX7                      |
| 1981 | Santa Rosa                      | Jorge Koechlin - Gaspare Dalla Francesca                                                   | Mazda RX7                      |
| 1982 | Santa Rosa                      | Jorge Koechlin - Tito De la Flor                                                           | Mazda RX7                      |
| 1983 | Santa Rosa                      | Eduardo Dibós S. - Eduardo De la Flor                                                      | Mazda RX7                      |
| 1984 | Santa Rosa                      | Gaspare Dalla Francesca - Eduardo De la Flor                                               | Mazda RX7                      |
| 1985 | Santa Rosa                      | Henry Peet - Gaspare Dalla Francesca                                                       | Mazda RX7                      |
| 1986 | Santa Rosa                      | Luis Alvarado - Alex Wille                                                                 | Mazda RX7                      |
| 1987 | Santa Rosa                      | Raúl Orlandini - Luis Alayza                                                               | Nissan                         |
| 1988 | Santa Rosa                      | Tito De la Flor - Ricardo Dasso                                                            | Toyota Ninja                   |
| 1989 | Santa Rosa                      | Tito De la Flor - Ricardo Dasso                                                            | Toyota Ninja                   |
| 1990 | Santa Rosa                      | Tito Pardo - Víctor Alvarado                                                               | Toyota Corona                  |
| 1991 | Campo de Marte                  | Francisco Schettini - Luis Mantilla                                                        | Toyota Celica                  |
| 1992 | Autódromo de Tacna              | Raúl Orlandini - Ricardo Menchelli                                                         | Nissan Silvia                  |
| 1993 | Campo de Marte                  | Gaspare Dalla Francesca - Carlos Ibárcena                                                  | Mazda RX7                      |
| 1994 | Las Palmas                      | Gaspare Dalla Francesca - Neto Jochamowitz                                                 | Mazda RX7                      |
| 1995 | Las Palmas                      | Raúl Velit - Pedro Roca                                                                    | Toyota Corolla                 |
| 1996 | Campo de Marte                  | Neto Jochamowitz - Mario Alberti - Bruno Chiappe                                           | Mazda RX7                      |
| 1997 | Campo de Marte                  | César Vera - Eduardo Aservi                                                                | BMW M3                         |
| 1998 | Las Palmas                      | Ricardo Dasso - Bruno Chiappe                                                              | Toyota Celica                  |
| 1999 | Autódromo de Tacna              | Eduardo Dibós - Juan Dibós - Oscar Dufour                                                  | Mazda MX6                      |
| 2000 | Vía Expresa                     | Domingo Seminario - Sergio Seminario                                                       | Toyota Levin                   |
| 2001 | Circuito Costa Verde Chorrillos | Eduardo Dibós - Juan Dibós - Jim Pace                                                      | Mazda MX6                      |
| 2002 | Collique                        | Gustavo Pinillos - Fernando Vera                                                           | Volkswagen Gol                 |
| 2003 | Vía Expresa                     | Gustavo Pinillos - Fernando Vera                                                           | Volkswagen Gol                 |
| 2004 | Vía Expresa                     | Raúl Orlandini - Raúl Orlandini Jr.                                                        | Mitsubishi Lancer Evolution V  |
| 2005 | Autódromo de Tacna              | Eduardo de la Flor – Wilson Maruy                                                          | Toyota Ninja                   |
| 2006 | Autódromo de Santa Rosa         | Christian Kobashigawa – Juan Manuel Polar                                                  | Honda Civic EG                 |
| 2007 | Autódromo de Santa Rosa         | Christian Kobashigawa – Juan Manuel Polar                                                  | Honda Civic                    |
| 2009 | Autódromo de Santa Rosa         | Christian Kobashigawa – Juan Manuel Polar                                                  | Honda Civic                    |
| 2010 | Autódromo La Chutana            | Christian Kobashigawa – Tomás Oneto                                                        | Honda Civic                    |
| 2011 | Autódromo La Chutana            | Ricardo Dasso - Goody Hemmerde                                                             | Seat Leon Supercopa            |
| 2013 | Autódromo La Chutana            | Raul Orlandini Jr. - Ricardo Flores                                                        | Mitsubishi Lancer Evolution IX |
| 2014 | Autódromo La Chutana            | Guty Michelsen - José Luis Cordano - Emilio Cordano                                        | Mitsubishi Lancer Evolution VI |
| 2015 | Autódromo La Chutana            | Christian Kobashigawa - Juan Manuel Polar - Pepe Wong                                      | Honda Civic                    |
| 2016 | Autódromo La Chutana            | Nicolás Fuchs - Ricardo Dasso - Enrique Arriola                                            | Audi R8                        |
| 2017 | Autódromo La Chutana            | Xavier Villagómez - Miguel Villagomez - Juan José Rivera - Xavier Espinosa - José Montalto | Radical SR3                    |
| 2018 | Autódromo La Chutana            | Xavier Villagomez - Miguel Villagomez - Juan José Rivera - Julio Moreno                    | Radical SR3                    |
| 2019 | Autódromo La Chutana            | Christian Kobashigawa - Pepe Wong - Pepe Chang                                             | Honda Civic                    |
| 2020 | Autódromo La Chutana            | Xavier Villagomez - Miguel Villagomez - Mateo Villagomez - Juan José Rivera                | Radical SR3 RSX                |
| 2021 | Autódromo La Chutana            | Christian Kobashigawa - Pepe Wong - Pepe Chang                                             | Honda Civic                    |
| 2022 | Autódromo La Chutana            | Paolo Zani - Alvaro Silva - Salvador Ricci                                                 | Radical SR3                    |
| 2023 | Autódromo La Chutana            | Enrique Arriola - Nicolás Fuchs - Ricardo Dasso - Rodrigo Pflucker                         | Ginetta G58                    |

- Datos: Q30911346